# Гюисманс, Камиль
Жан-Жозеф-Камиль Юйсман (фр. Jean Joseph Camille Huysmans, урожд. Камил Хансен, нидерл. Camiel Hansen, 26 мая 1871, Билзен, около Лимбурга — 25 февраля 1968, Антверпен) — бельгийский представитель европейского социалистического движения, государственный деятель, один из руководителей Бельгийской рабочей партии и Бельгийской социалистической партии. Премьер-министр Бельгии (1946—1947).

## Биография

### Образование и работа в Социнтерне
Родился в семье владельца магазина тканей, его дедушка носил фамилию Хансен, и он сам до 1881 г. имел эту фамилию, пока его мать не вышла замуж за Августина Годфройда Гюисманса. Его биологический отец Одомар Франкен был фармацевтом, но поскольку это был гражданский брак, то в воспитании сына участия он не принимал.
В 1891 г. окончил факультет философии и филологии Льежского университета, где изучал немецкую филологию. Работал преподавателем. С 1893 по 1897 г. он работал учителем в либеральном колледже де Л’Юн в Ипре, а затем вернулся в Льежский университет, чтобы продолжить учебу в области философии с присуждением докторской степени. В студенческие годы не интересовался политикой, его увлечением была музыка и он пел в составе хора. Также активно занимался литературным творчеством, поэзией. Являлся одним из инициаторов Лимбургского общества языка и литературы.
Уже будучи студентом, он установил контакты с Бельгийской Рабочей партией (БРП), которая позже была преобразована в Социалистическую партию (ПСБ). Он работал журналистом в нескольких журналах, издававшихся социалистами и с 1904 г. принимал участие в профсоюзном движении. Был марксистом, сторонником идей Карла Каутского, в частности, его идеи о существовании прямой связи между ростом индустриализации, ростом наемного труда и завоеванием парламентского большинства рабочим классом.
В 1905—1922 гг. — секретарь Международного социалистического бюро II Интернационала; занимал в последнем центристскую позицию. Находился в переписке с Сунь Ятсеном и В. И. Лениным (1905—1914), став его личным другом. Переписка двух политиков была опубликована в 1963 г. Одной из его главных задача стало объединение разных течений, которых придерживались участники Социнтерна. Для этого он организовал целый ряд конференций: в Штутгарте (1907), в Копенгагене (1910), в Базеле (1912) и в Стокгольме (1917). Во время своего пребывания в должности он стремился к реализации активной мирной политике Интернационала и выступал на Стокгольмской международной конференции (1917) против продолжения Первой мировой войны. На посту секретаря Второго Интернационала он столкнулся с антисемитизмом, однако сумел, несмотря на сильную оппозицию, ввести сионистов в Интернационал.
В 1905—1907 через Б. С. Стомонякова оказывал помощь русским революционным организациям в закупке оружия на бельгийских заводах.
С 1939 по 1944 гг. — секретарь и председатель Бюро Социалистического рабочего интернационала.
В 1908 г. он был принят в масонство в брюссельскую ложу Les Zélés Philanthropes. С 1914 по 1918 г. являлся членом лондонской ложи Albert de Belgique.
В 1926 г. основал Высший институт декоративного искусства в Брюсселе, первым директором которой был Анри ван де Велде. Это учебное заведение способствовало возрождению в Бельгии живописи, скульптуры и архитектуры.

### Политический деятель Бельгии
Продолжал активно заниматься журналистикой. В 1914 г. после слияния двух изданий основал Volksgazet, главным редактором которой был с 1918 г.
Его политическая карьера на национальном уровне началась с должности члена муниципального совета Брюсселя (1908—1921). В 1910—1965 гг. — депутат Палаты представителей бельгийского парламента. Сторонник фламандского движения, выступал за преподавание на нидерландском в Гентском университете.
В 1936—1939 гг. — председатель палаты представителей парламента.
С 1921 по 1933 г. являлся начальником отдела образования Антверпена. На этом посту он принял школьный пакт, предусматривающий равную оплату муниципального образования, его реформирование и развитие школьных зданий. В 1925—1927 гг. — министр науки и искусств Бельгии. В брюссельской агломерации он заставил муниципальные власти применять закон о языке 1914 года к начальному образованию. По его инициативе фламандские средние школы были реформированы в соответствии с моделью закона его предшественника Пьера Нольфа, так что две трети предметов теперь преподавались на голландском языке.
В 1927—1933 гг. — директор и главный редактор фламандской социалистической газеты «Волксгазет» («Volksgazet»). В 1933—1940 гг. — бургомистр Антверпена. Ему удалось уменьшить последствия экономического кризиса для города через проведение выставок и рекламных кампаний, способствующих развитию торгово-коммерческого сектора. Оказывал поддержку бежавшим из Германии евреям и Эрнсту Бушу. Во время Второй мировой войны (1940—1944) находился в эмиграции в Лондоне. 5 июля 1940 г. создал правительство в изгнании, однако оно не было признано британской стороной, поэтому он оставался заместителем председателя парламентского консультативного комитета.
3 сентября 1945 г. был удостоен королевского почетного звания «государственный министр».
В 1944—1946 гг. — снова бургомистр Антверпена. С 1946 г. до конца жизни оставался членом муниципального совета Антверпена.
В 1946—1947 гг. — премьер-министр Бельгии, возглавлял коалицию социалистов, либералов и коммунистов. Ввиду очевидных внутренних противоречий (правительство получило название «чайка, стоящая на одной ноге») проработал на посту главы кабинета всего семь месяцев. В 1947—1949 гг. — министр просвещения.
В 1954—1958 гг. вновь занимал пост председателя палаты представителей. В 1955 и 1961 гг. посещал с официальными визитами СССР.
После провала социалистов на всеобщих выборах 1965 г. сформировал вместе объединением De Socialist свой собственный предвыборный блок, но не был переизбран в Палату депутатов, несмотря на то, что, в отличие от других кандидатов списка, лично набрал высокий процент голосов.
Был очень популярен на протяжении всей жизни. В день его 75-летия почта выпустила специальную марку с его изображением. В мероприятиях к его 80-летию приняли участие более 100 000 человек. В общенациональном опросе он занял 69-е место в списке 111 самых великих бельгийцев.
В 1947 г. он был удостоен почетной докторской степени Амстердамского университета, а девять лет спустя — Гентского университета.
Похоронен на антверпенском кладбище Схонселхоф. Памятник Гюисмансу работы Иделя Янкелевича установлен в Антверпене, в его честь была переименована одна из улиц города.

## Книги
- 75 лет буржуазного господства. 1830—1905 г. / К. Гюисман, Л. де-Брукер и Л. Бертран. Пер. с изд. Бельг. рабочей партии М. Меерсона. Под ред. И. П. Гольденберга. — Москва, 1906. — 175 с.
- Correspondance entre Lénine et Camille Huysmans, 1905—1914. Documents recueillis et présentés par Georges Haupt. Paris, Mouton, 1963